# Atletismo nos Jogos Olímpicos de Verão de 1900
Nos Jogos Olímpicos de Verão de 1900, vinte e três eventos do atletismo foram disputados. 117 atletas de 15 países participaram das provas, realizadas entre 14 e 22 de julho.

## Eventos

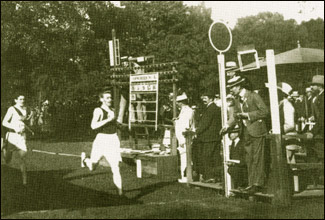
Chegada dos 800 metros.

Masculino
- 60 m
- 100 m
- 200 m
- 400 m
- 800 m
- 1500 m
- 5000 m por equipes
- Maratona
- 110 m com barreiras
- 200 m com barreiras
- 400 m com barreiras
- 2500 m com obstáculos
- 4000 m com obstáculos
- Arremesso de peso
- Lançamento de disco
- Lançamento de martelo
- Salto com vara
- Salto em altura
- Salto em distância
- Salto triplo
- Salto em altura sem impulsão
- Salto em distância sem impulsão
- Salto triplo sem impulsão

## Medalhistas

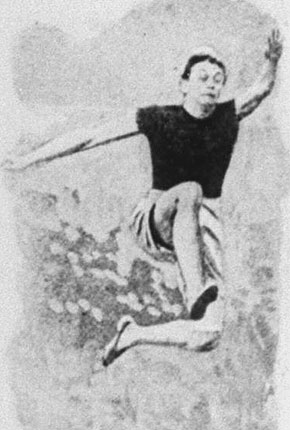
Alvin Kraenzlein conquistou uma de suas medalhas no salto em distância

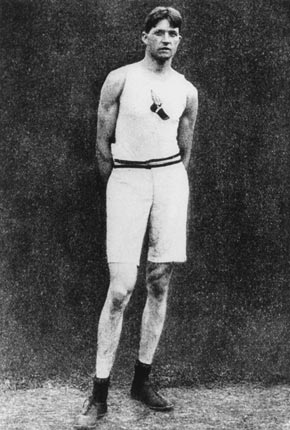
O estadunidense Ray Ewry conquistou três medalhas de ouro nos Jogos.

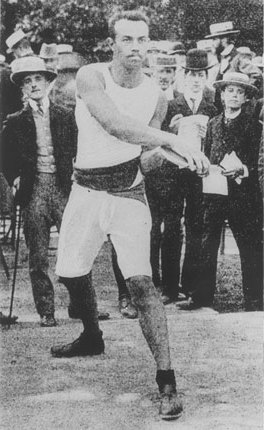
O húngaro Rudolf Bauer foi campeão no lançamento de disco.

Masculino
| Evento                                   | Ouro                                                                                  | Prata                                                                                       | Bronze                               |
| ---------------------------------------- | ------------------------------------------------------------------------------------- | ------------------------------------------------------------------------------------------- | ------------------------------------ |
| 60 metros detalhes                       | Alvin Kraenzlein USA Estados Unidos                                                   | Walter Tewksbury USA Estados Unidos                                                         | Stanley Rowley AUS Austrália         |
| 100 metros detalhes                      | Frank Jarvis USA Estados Unidos                                                       | Walter Tewksbury USA Estados Unidos                                                         | Stanley Rowley AUS Austrália         |
| 200 metros detalhes                      | Walter Tewksbury USA Estados Unidos                                                   | Norman Pritchard IND Índia                                                                  | Stanley Rowley AUS Austrália         |
| 400 metros detalhes                      | Maxwell Long USA Estados Unidos                                                       | William Holland USA Estados Unidos                                                          | Ernst Schultz DEN Dinamarca          |
| 800 metros detalhes                      | Alfred Tysoe GBR Grã-Bretanha                                                         | John Cregan USA Estados Unidos                                                              | David Hall USA Estados Unidos        |
| 1500 metros detalhes                     | Charles Bennett GBR Grã-Bretanha                                                      | Henri Deloge FRA França                                                                     | John Bray USA Estados Unidos         |
| Maratona detalhes                        | Michel Théato FRA França                                                              | Émile Champion FRA França                                                                   | Ernst Fast SWE Suécia                |
| 110 m com barreiras detalhes             | Alvin Kraenzlein USA Estados Unidos                                                   | John McLean USA Estados Unidos                                                              | Frederick Moloney USA Estados Unidos |
| 200 m com barreiras detalhes             | Alvin Kraenzlein USA Estados Unidos                                                   | Norman Pritchard IND Índia                                                                  | Walter Tewksbury USA Estados Unidos  |
| 400 m com barreiras detalhes             | Walter Tewksbury USA Estados Unidos                                                   | Henri Tauzin FRA França                                                                     | George Orton CAN Canadá              |
| 2500 m com obstáculos detalhes           | George Orton CAN Canadá                                                               | Sidney Robinson GBR Grã-Bretanha                                                            | Jacques Chastanié FRA França         |
| 4000 m com obstáculos detalhes           | John Rimmer GBR Grã-Bretanha                                                          | Charles Bennett GBR Grã-Bretanha                                                            | Sidney Robinson GBR Grã-Bretanha     |
| 5000 m por equipes detalhes              | Charles Bennett John Rimmer Sidney Robinson Alfred Tysoe Stan Rowley ZZX Equipa mista | Henri Deloge Jacques Chastanié André Castanet Michel Champoudry Gaston Ragueneau FRA França | nenhuma                              |
| Salto em distância detalhes              | Alvin Kraenzlein USA Estados Unidos                                                   | Myer Prinstein USA Estados Unidos                                                           | Patrick Leahy GBR Grã-Bretanha       |
| Salto triplo detalhes                    | Myer Prinstein USA Estados Unidos                                                     | James Connolly USA Estados Unidos                                                           | Lewis Sheldon USA Estados Unidos     |
| Salto em altura detalhes                 | Irving Baxter USA Estados Unidos                                                      | Patrick Leahy GBR Grã-Bretanha                                                              | Lajos Gönczy HUN Hungria             |
| Salto com vara detalhes                  | Irving Baxter USA Estados Unidos                                                      | Meredith Colket USA Estados Unidos                                                          | Carl-Albert Andersen NOR Noruega     |
| Salto em distância sem impulsão detalhes | Ray Ewry USA Estados Unidos                                                           | Irving Baxter USA Estados Unidos                                                            | Emile Torcheboeuf FRA França         |
| Salto triplo sem impulsão detalhes       | Ray Ewry USA Estados Unidos                                                           | Irving Baxter USA Estados Unidos                                                            | Robert Garrett USA Estados Unidos    |
| Salto em altura sem impulsão detalhes    | Ray Ewry USA Estados Unidos                                                           | Irving Baxter USA Estados Unidos                                                            | Lewis Sheldon USA Estados Unidos     |
| Arremesso de peso detalhes               | Richard Sheldon USA Estados Unidos                                                    | Josiah McCracken USA Estados Unidos                                                         | Robert Garrett USA Estados Unidos    |
| Lançamento de disco detalhes             | Rudolf Bauer HUN Hungria                                                              | František Janda-Suk BOH Boêmia                                                              | Richard Sheldon USA Estados Unidos   |
| Lançamento de martelo detalhes           | John Jesus Flanagan USA Estados Unidos                                                | Truxton Hare USA Estados Unidos                                                             | Josiah McCracken USA Estados Unidos  |

## Países participantes
| - GER Alemanha (6) - AUS Austrália (1) - AUT Áustria (1) - BOH Boêmia (4) - CAN Canadá (2) - DEN Dinamarca (4) - USA Estados Unidos (43) - FRA França (23) | - GBR Grã-Bretanha (9) - GRE Grécia (2) - HUN Hungria (9) - IND Índia (1) - ITA Itália (2) - NOR Noruega (2) - SWE Suécia (8) |

## Quadro de medalhas

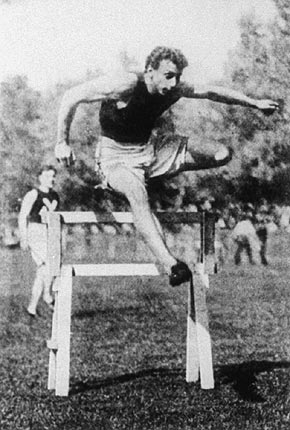
O estadunidense Alvin Kraenzlein sagrou-se vitorioso nos em três provas do atletismo, incluindo os 110 metros com barreiras.

| Ordem | País               | Medalha de ouro | Medalha de prata | Medalha de bronze |    | Ordem por total |
| ----- | ------------------ | --------------- | ---------------- | ----------------- | -- | --------------- |
| 1     | USA Estados Unidos | 16              | 13               | 10                | 39 | 1               |
| 2     | GBR Grã-Bretanha   | 3               | 3                | 2                 | 8  | 2               |
| 3     | FRA França         | 1               | 4                | 2                 | 7  | 3               |
| 4     | CAN Canadá         | 1               |                  | 1                 | 2  | 5               |
| 4     | HUN Hungria        | 1               |                  | 1                 | 2  | 5               |
| 6     | ZZX Equipa mista   | 1               |                  |                   | 1  | 8               |
| 7     | IND Índia          |                 | 2                |                   | 2  | 5               |
| 8     | BOH Boêmia         |                 | 1                |                   | 1  | 8               |
| 9     | AUS Austrália      |                 |                  | 3                 | 3  | 4               |
| 10    | DEN Dinamarca      |                 |                  | 1                 | 1  | 8               |
| 10    | NOR Noruega        |                 |                  | 1                 | 1  | 8               |
| 10    | SWE Suécia         |                 |                  | 1                 | 1  | 8               |
| TOTAL | TOTAL              | 23              | 23               | 22                | 68 | —               |

| Nota: Nesta edição dos Jogos, os vencedores receberam uma medalha de prata e os segundos colocados, uma de bronze. Os terceiros colocados não receberam medalhas. A tradicional sequência ouro-prata-bronze data dos Jogos de 1904, em Saint Louis, e continuou a ser usada em edições subsequentes. |